# Kalemegdan

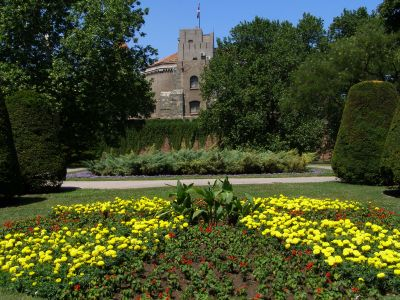
Kalemegdan

Il Kalemegdan (in serbo Калемегдан) è il più grande parco della città di Belgrado, situato nella municipalità di Stari Grad, nel centro della capitale serba.

## Posizione

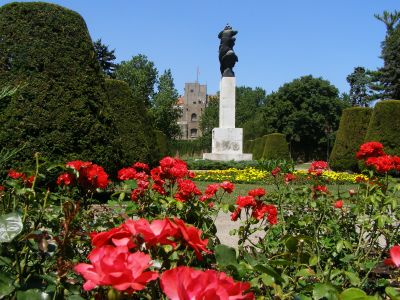
Il parco

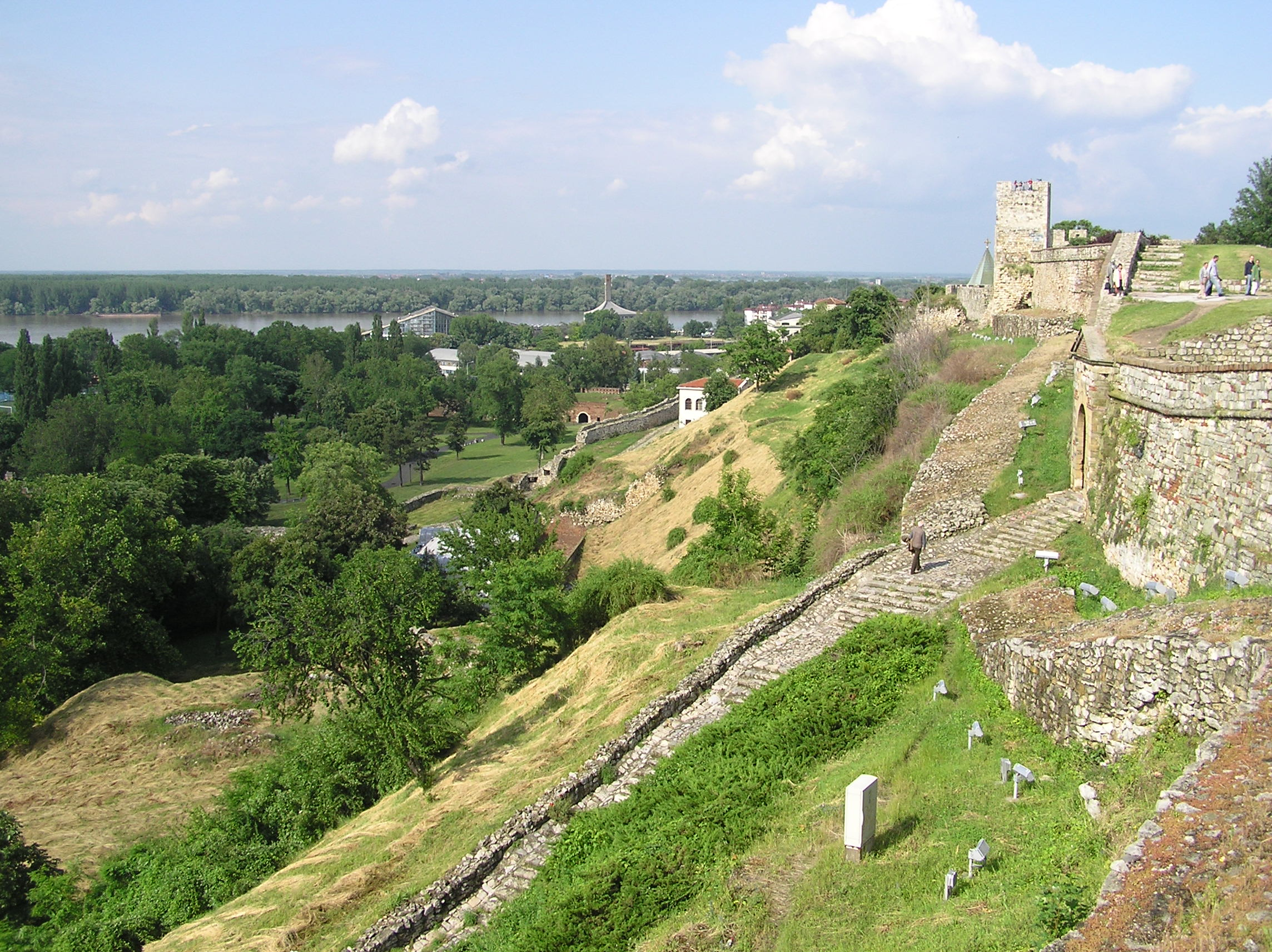
La rupe verso la Sava

Il Kalemegdan si trova alla sommità di una collina di 125,5 metri di altezza, che digrada ripida verso la confluenza del fiume Sava nel Danubio, di fronte alla Grande Isola della guerra  e in maniera più dolce verso il centro della città.
Il nome deriva dal turco, e significa fortezza della battaglia (kale: fortezza, meydan: battaglia), anche se identifica solamente il parco che circonda la fortezza, creato nello spazio pianeggiante dove si svolgevano gli assedi contro la città e le battaglie in campo aperto.

## Storia

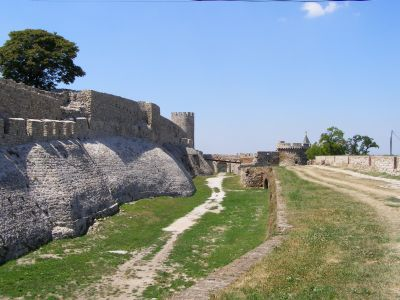
Antiche fortificazioni

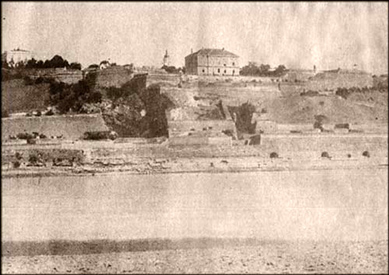
Kalemegdan nel 1895

Alla fine del I secolo a.C. i Romani edificarono un castrum alla confluenza del Danubio con la Sava, come accampamento permanente della IV Legione Flavia, nel luogo in cui sorgeva un villaggio abitato da una popolazione di etnia celtica, della tribù degli Scordisci.
Il castrum, denominato Singidunum fu distrutto dagli Avari e dagli Unni e ricostruito nel VI secolo per essere nuovamente danneggiato un secolo più tardi dagli Avari e dagli Slavi.
Non si conosce con esattezza quando gli Slavi ricostruirono la città: probabilmente tra l'VIII e il IX secolo. Si sa, comunque, che per la prima volta il nome di Belgrado fu menzionato in una lettera di Papa Giovanni VIII del 16 aprile 878, e si ipotizza che derivi dal particolare colore bianco della roccia calcarea di cui è composta la fortezza (beli: bianco, grad: città), diversa dalle rocce più scure dei rilievi circostanti.
La fortificazione fu per secoli l'unica area della zona di Belgrado ad essere abitata. L'imperatore Manuele I Comneno, nel XII secolo fece ricostruire le mura romane, e il Despota Stefan Lazarević che dichiarò Belgrado capitale dello stato serbo, nel XIV secolo fece riparare e rafforzare le strutture difensive della città alta e di quella sottostante, ampliò l'edificio della corte e fece costruire un porto fluviale sulla Sava.
Durante il periodo della dominazione ottomana iniziata nel 1521, fino a tutto il XVII secolo non furono fatte grandi opere, mentre nel XVIII secolo, la fortezza fu ricostruita e distrutta per tre volte. Durante l'occupazione austriaca (1717 - 1739) assunse un'importantissima funzione difensiva e fu tra le più possenti fortificazioni europee.
Dopo la vittoria dei serbi nella seconda rivolta contro i turchi e la liberazione di Belgrado, l'importanza della fortezza diminuì. Nel 1869 iniziarono i lavori per la trasformazione dell'area circostante la fortezza in parco: nel 1891 furono create strade percorribili nell'area pianeggiante ai piedi della rocca e furono piantati numerosi alberi.
Negli anni successivi furono eretti diversi nuovi edifici, nel 1905 il parco fu ingrandito, ma subì diversi danni durante la prima e la seconda guerra mondiale. In particolare nella fase culminante della battaglia per la liberazione di Belgrado nell'ottobre 1944 il Kalemegdan divenne un importante caposaldo delle truppe tedesche che furono attaccate dai partigiani jugoslavi della 1ª Divisione proletaria dell'Esercito Popolare di Liberazione che riuscirono a conquistare la posizione dopo aspri combattimenti.

## Edifici e monumenti

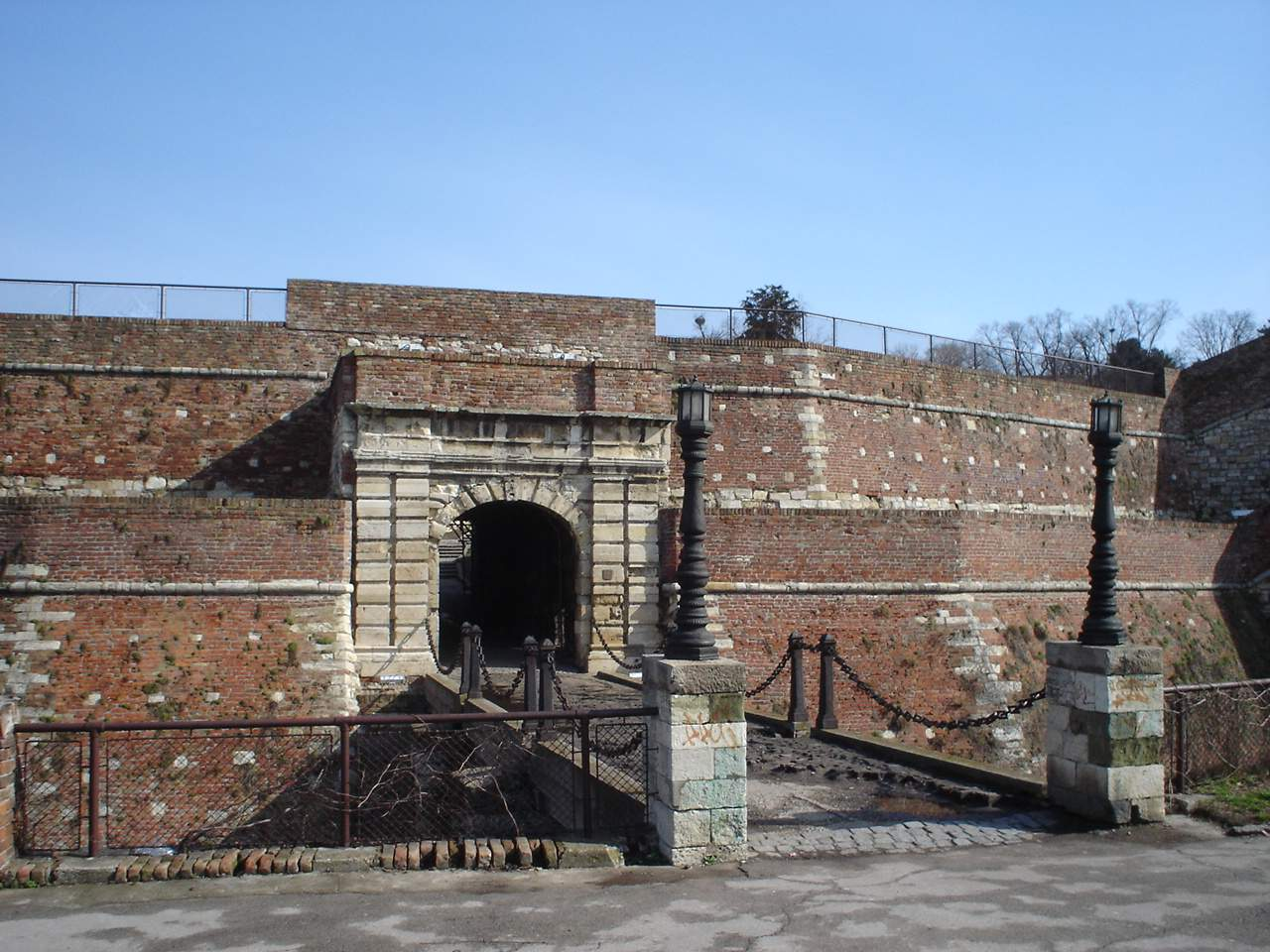
Porta sud-est della fortezza

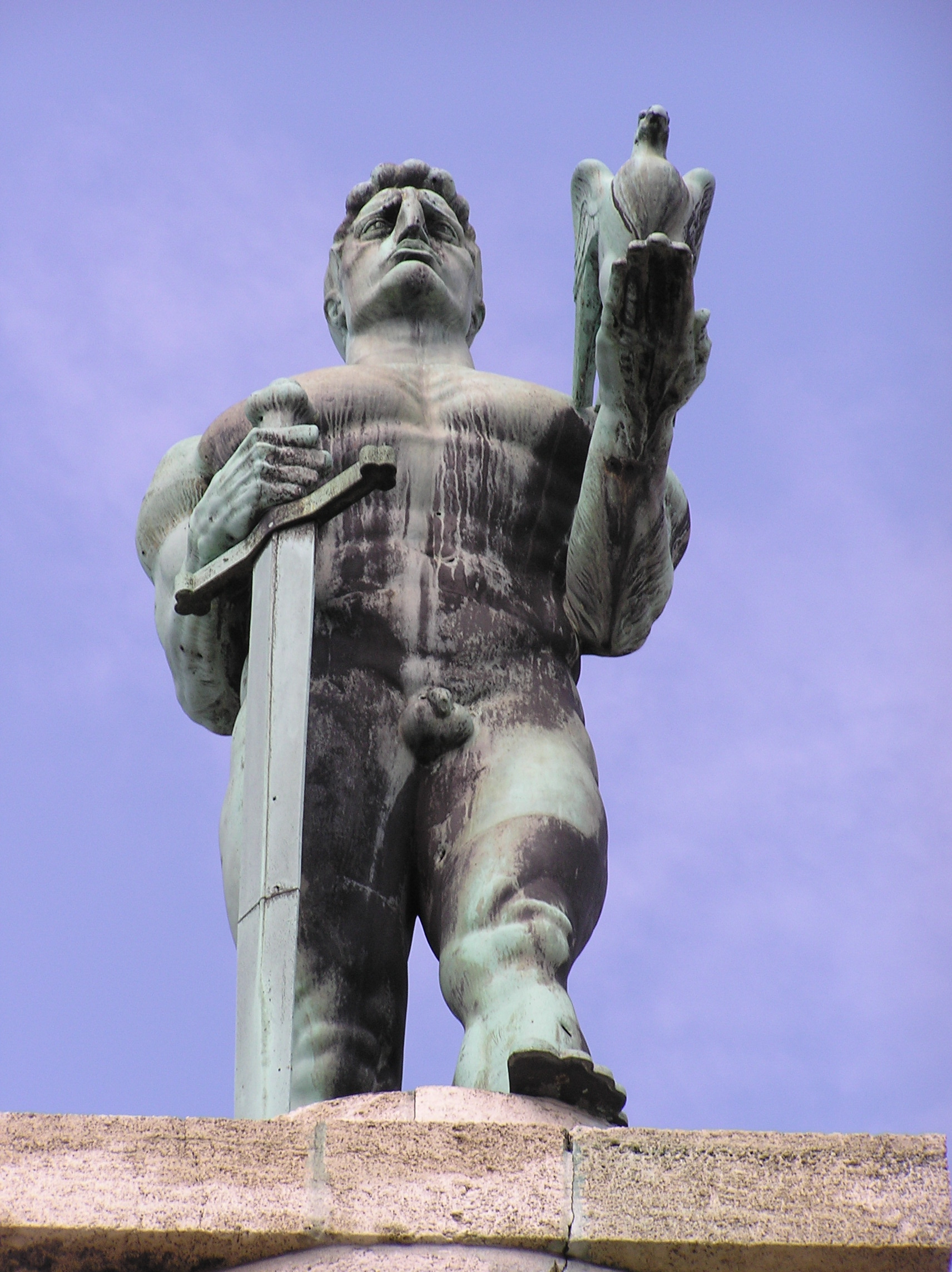
Il Vincitore

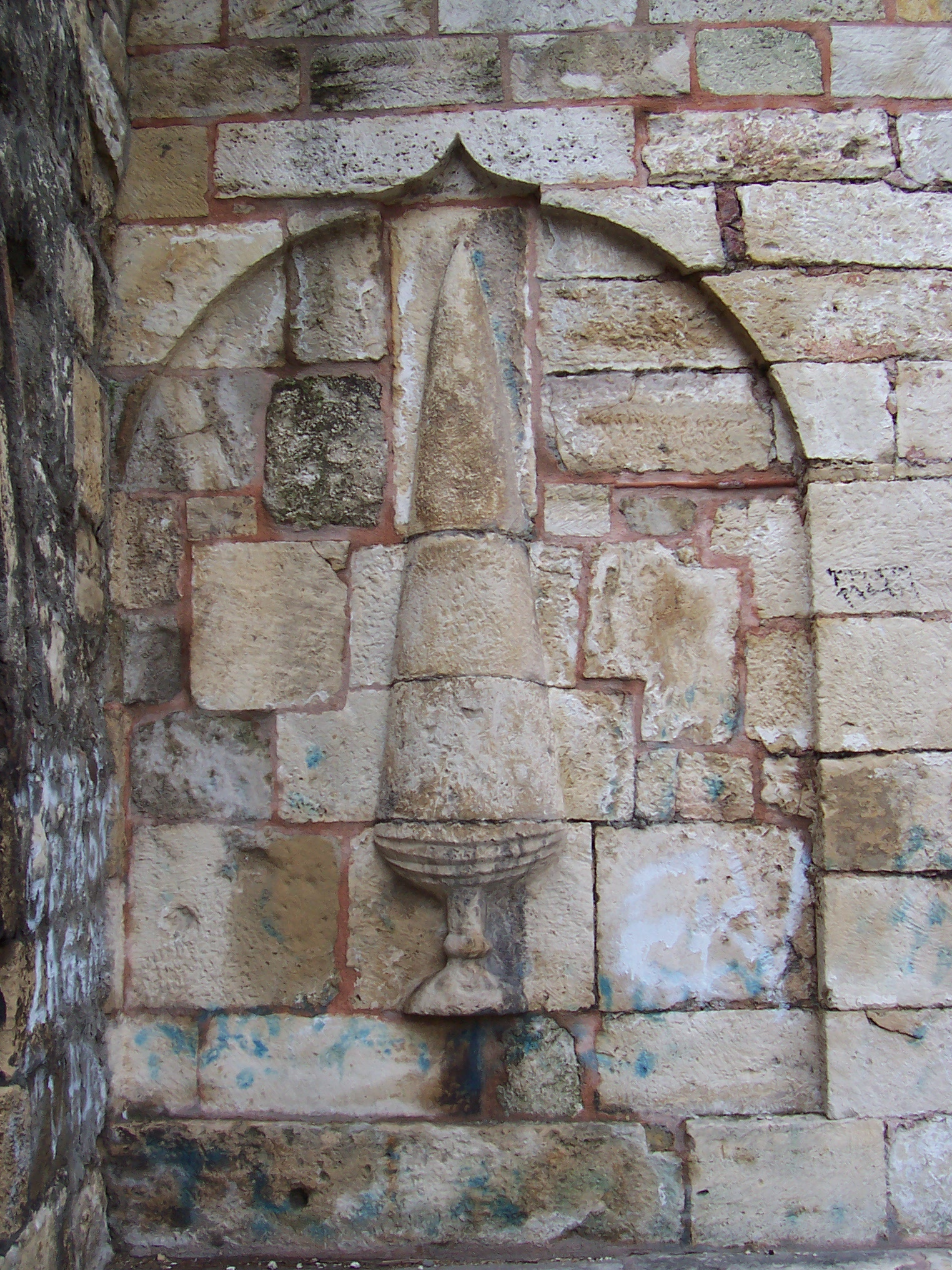
Fontana di Mehmet Pascià

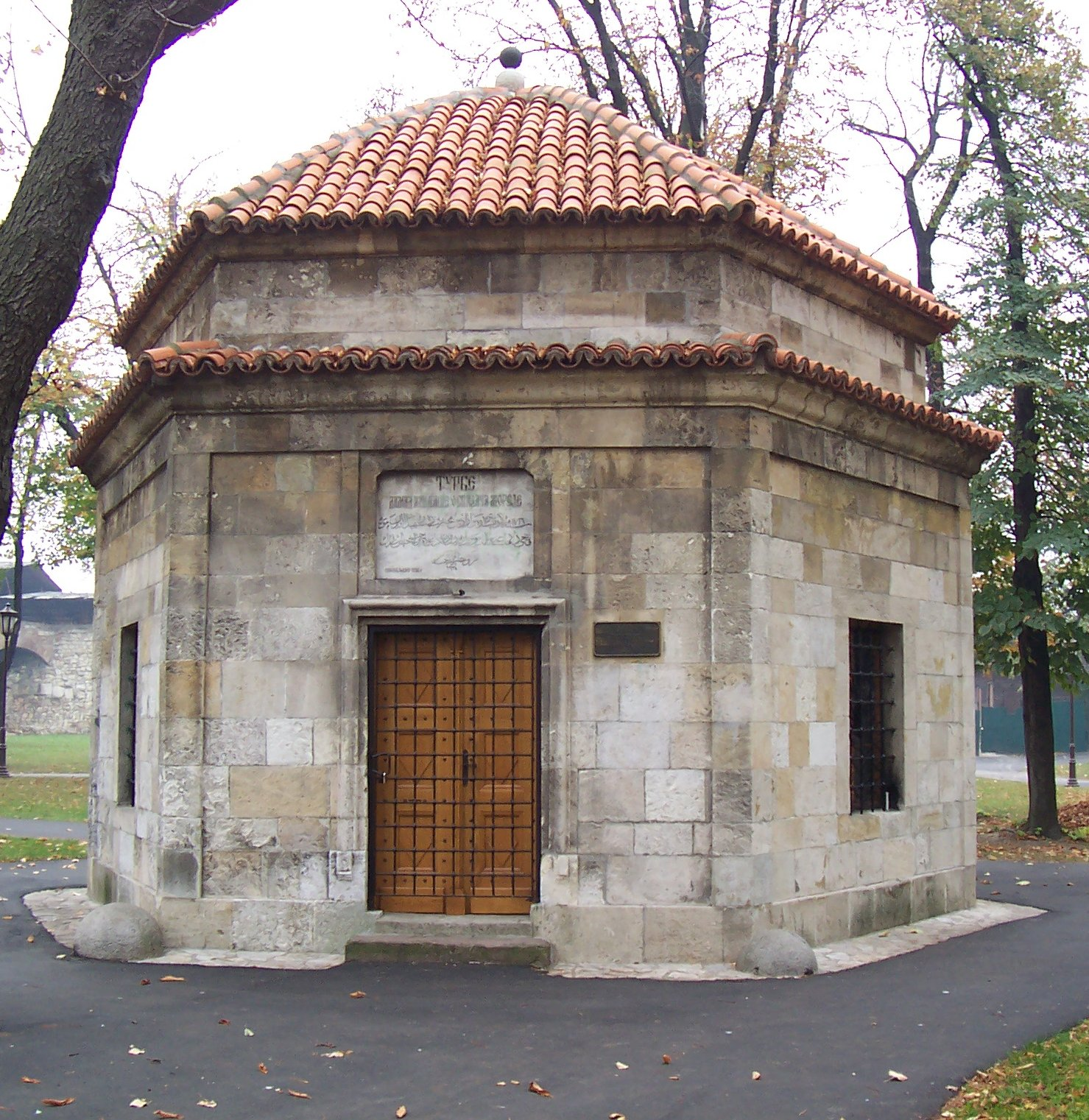
Mausoleo

Alcuni tra i monumenti storici e gli edifici presenti nel complesso del Kalemegdan:
- Fortezza di Belgrado (Београдска тврђава, Beogradska tvrđava): quello che rimane oggi sono le possenti mura, i bastioni, i fossati e le fortificazioni. Sono ancora visibili resti risalenti all'età romana, ma la maggior parte delle costruzioni fortificate è di epoca bizantina, ottomana e austriaca. Tra le costruzioni meglio conservate, ci sono le porte di accesso, la torre dell'orologio e alcuni edifici utilizzati attualmente per ospitare esposizioni e mostre temporanee. All'interno della fortezza sono conservati cannoni, carri armati e mezzi da guerra risalenti ai diversi eventi bellici della storia serba, oltre ad armi, divise e bandiere, raccolte nel Museo della guerra (Војни музеј, Vojni muzej) che occupa uno degli edifici più grandi dell'area.
- Statua del Vincitore (Победник, Pobednik): opera dello scultore croato Ivan Meštrović costruita all'indomani della vittoria nella prima guerra mondiale contro l'Impero austro-ungarico. Originariamente doveva essere posta in piazza della Repubblica (Трг Републике, Trg Republike), ma a causa della sua nudità che scandalizzò la popolazione fu innalzata sulla collina della fortezza con lo sguardo rivolto verso la confluenza tra Danubio e Sava.
- Fontana di Mehmet Pascià (Чесма Мехмед-паше Соколовића, Česma Mehmed-Paše Sokolovića): fontana in pietra risalente al XVI secolo, intitolata a Mehmed-Paša Sokolović, un giovane cristiano rapito dagli ottomani, divenuto giannizzero e poi Visir. È uno dei pochi resti delle costruzioni della fortezza di Belgrado, risalente periodo ottomano.
- Mausoleo ottomano (Турско турбе, Tursko turbe): risalente al XVIII secolo, fu costruito per contenere la tomba di un Visir morto a Belgrado. Nella prima metà del XIX secolo, però, i turchi lo intitolarono al Gran visir Damad Ali-paša, morto nel 1716 in battaglia contro l'esercito asburgico, senza, comunque, trasportarvi il suo corpo.
- Cappella della Gran Madre di Dio (Црква Ружица, Crkva Ružica): costruita tra il 1867 e il 1869 sul luogo in cui sorgeva una cappella omonima eretta per volontà di Stefan Lazarević e distrutta dagli ottomani nel 1521. Durante la prima guerra mondiale l'edificio fu gravemente danneggiato, ma fu restaurato nel 1925.
- Istituto per la protezione del patrimonio culturale (Завод за заштиту споменика, Zavod za zaštitu spomenika): fondato nel 1939, l'istituto si prefigge il compito di preservare il patrimonio culturale e monumentale della città di Belgrado. La sede si trova in una palazzina di due piani con la facciata caratterizzata dall'intelaiatura a traliccio.

## Galleria d'immagini

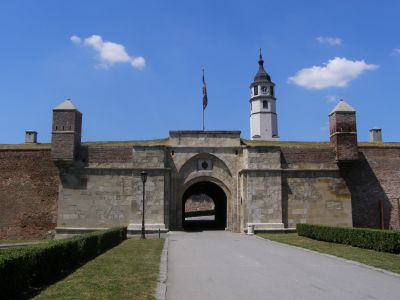
Fortezza: Porta dell'orologio
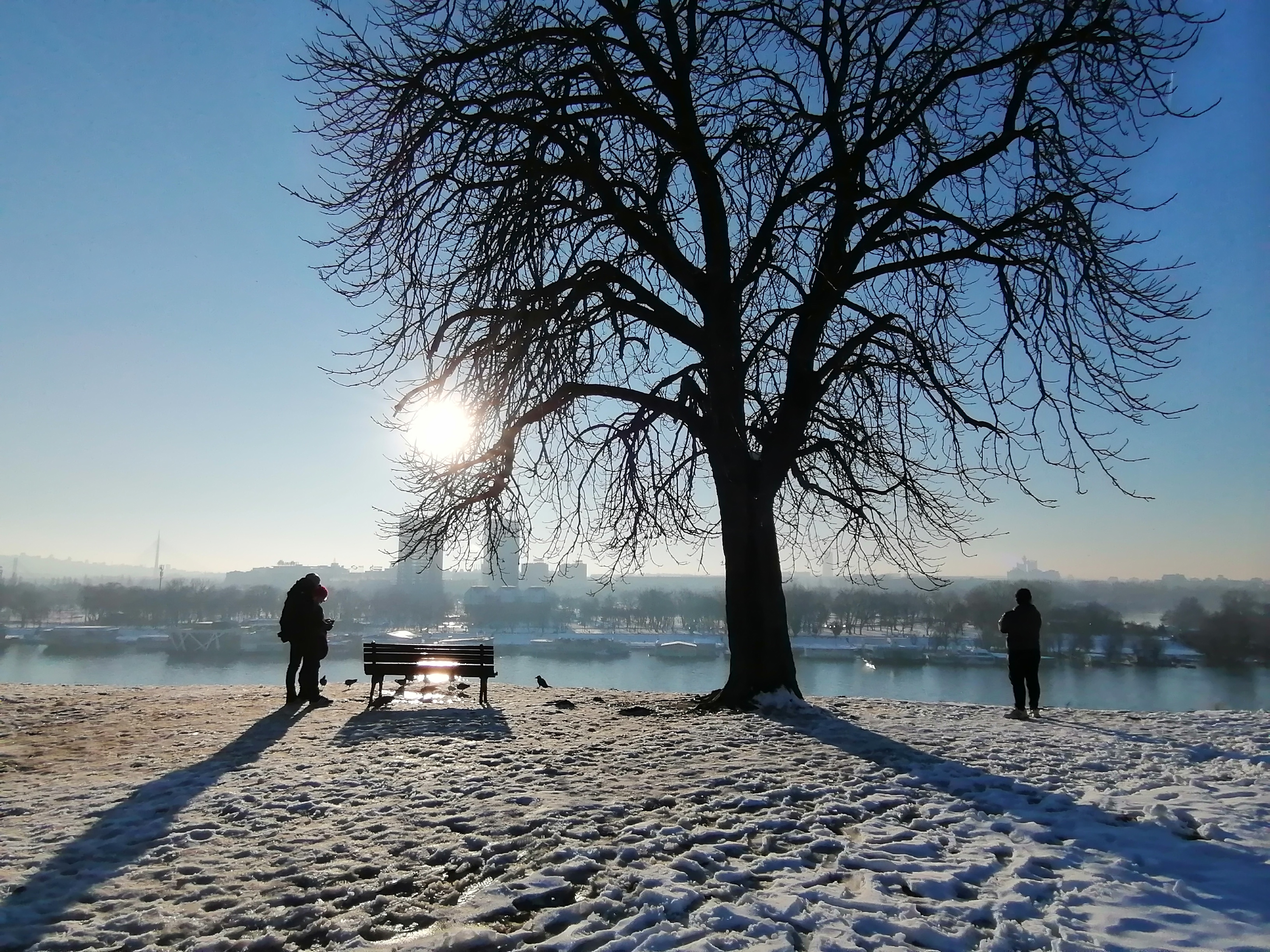
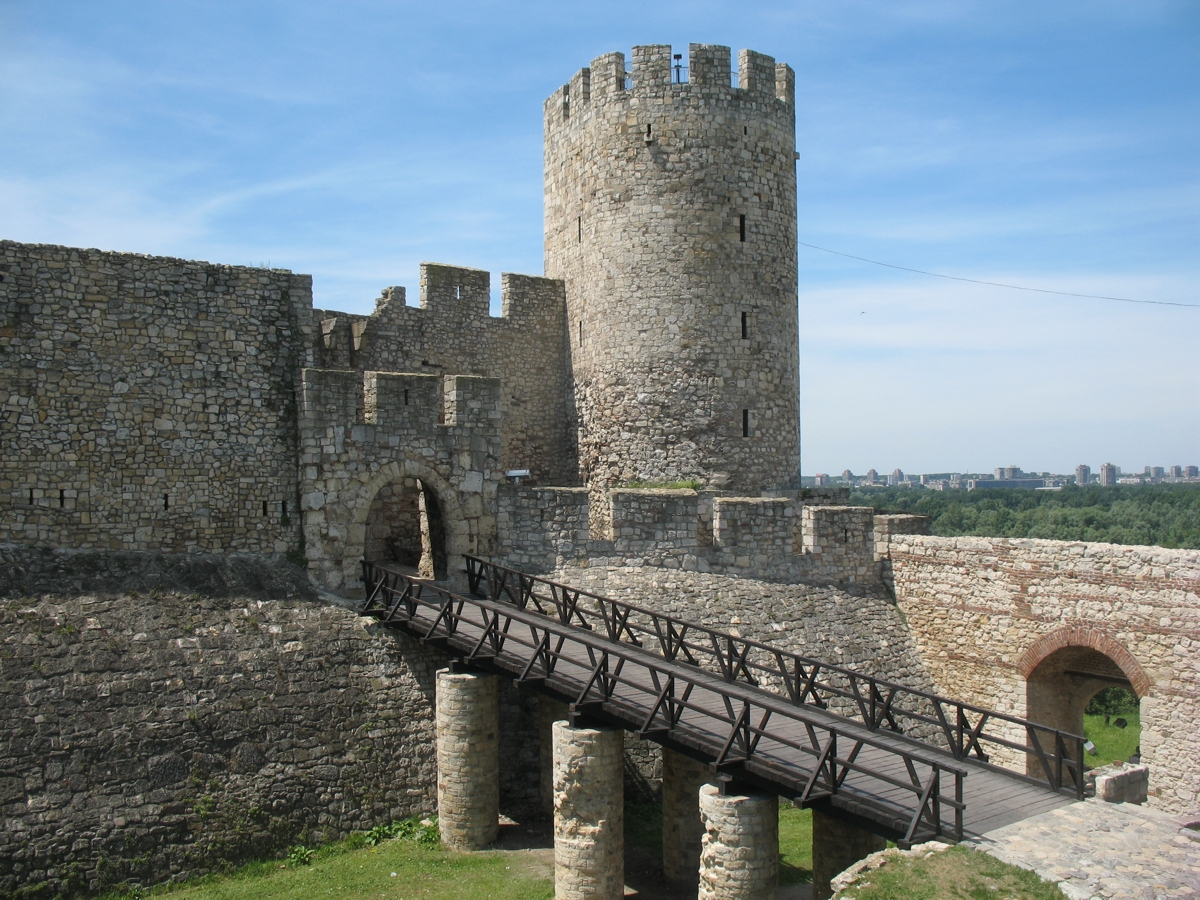
Fortezza: Torre del Despota Lazar
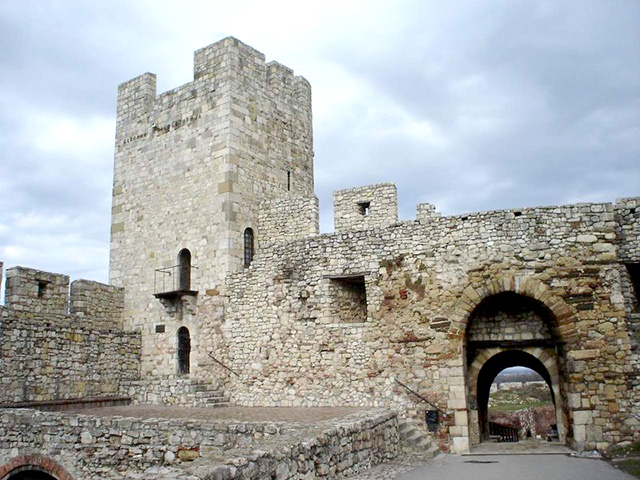
Fortezza: Torre dell'osservatorio
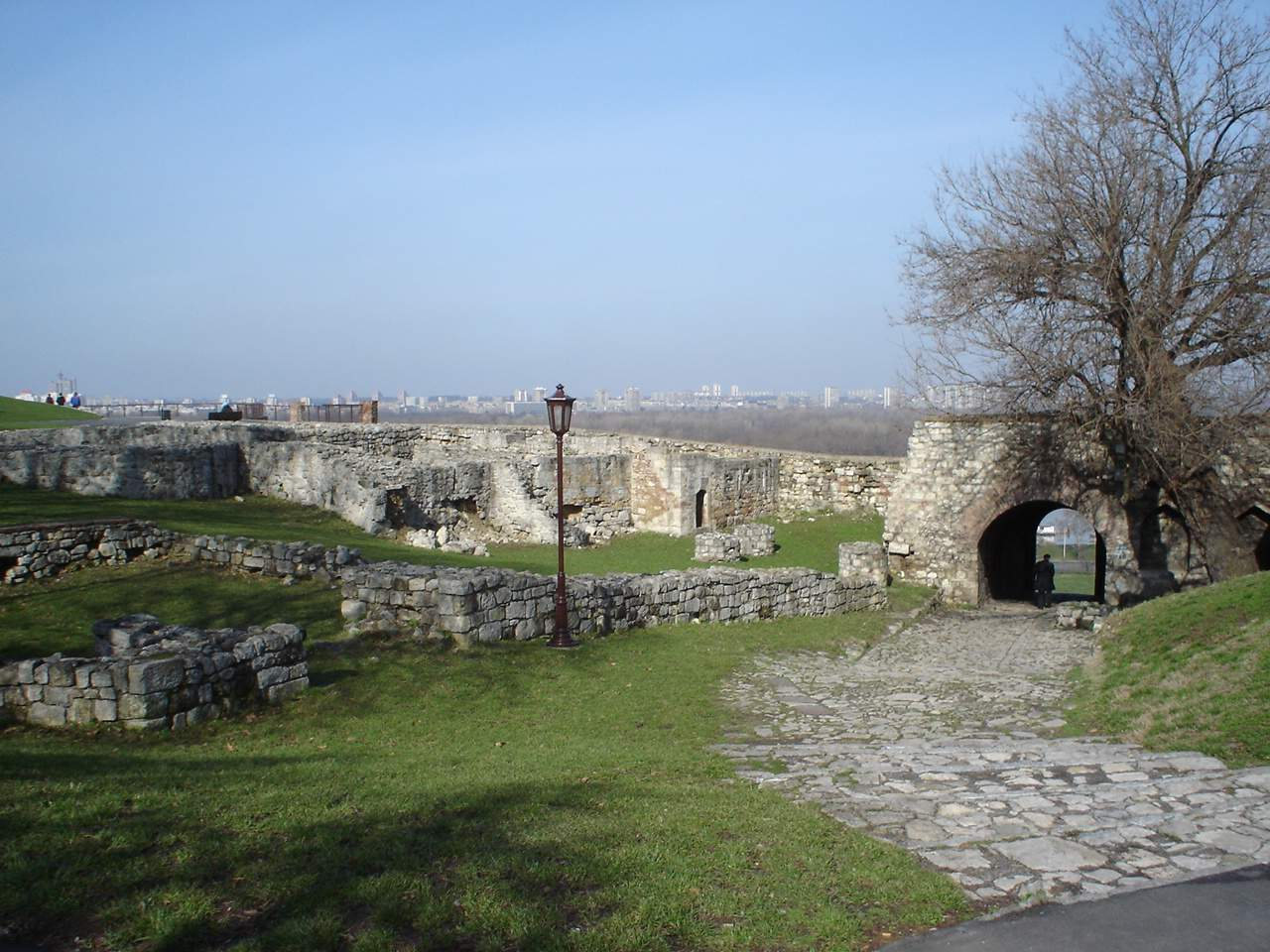
Fortezza: Resti delle mura
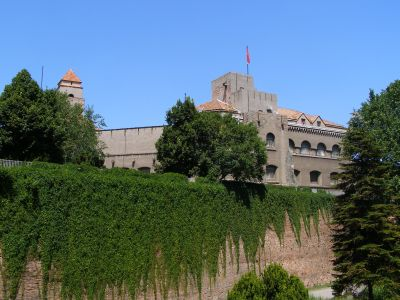
Museo della Guerra
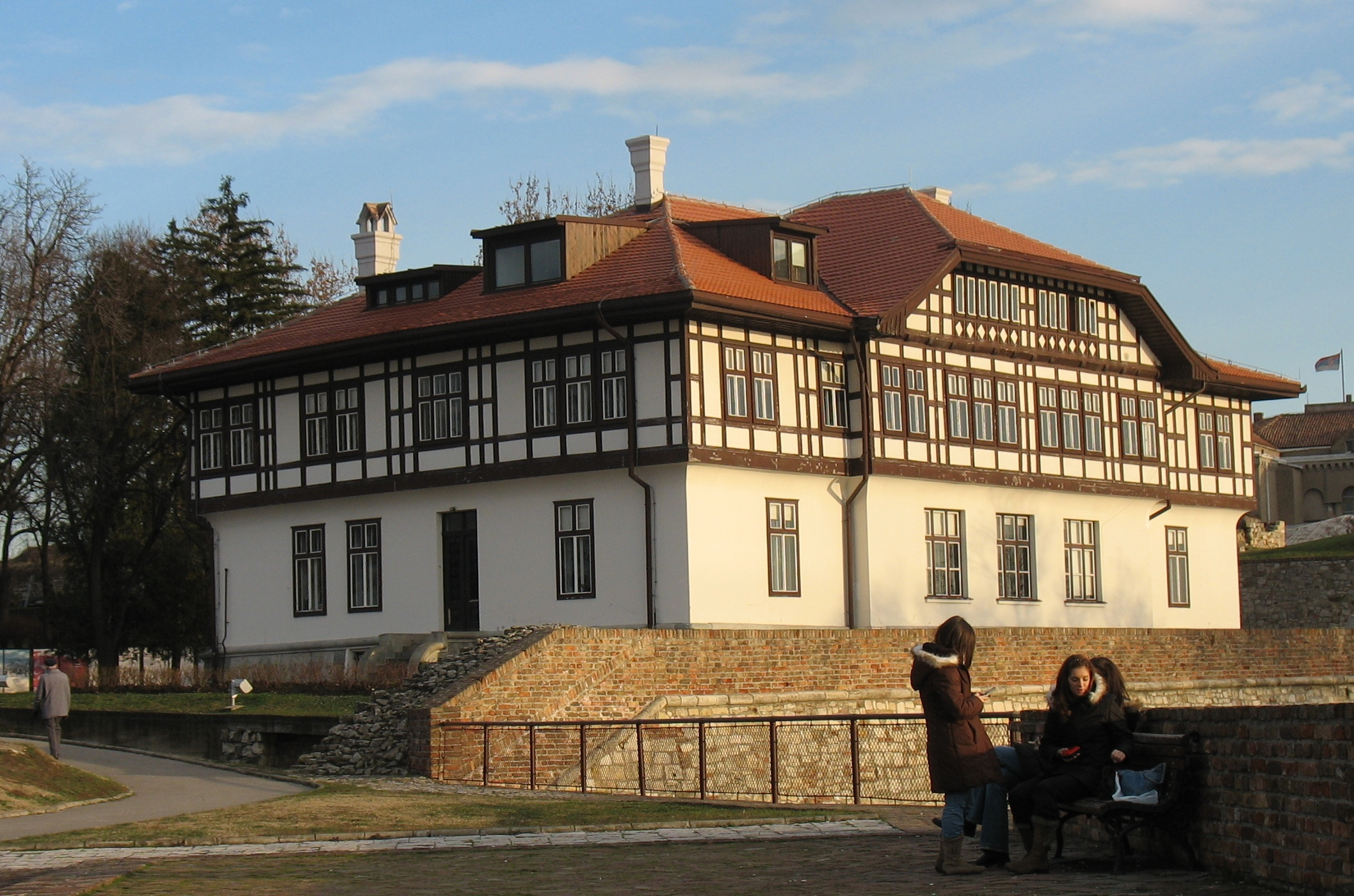
Istituto per la protezione del patrimonio
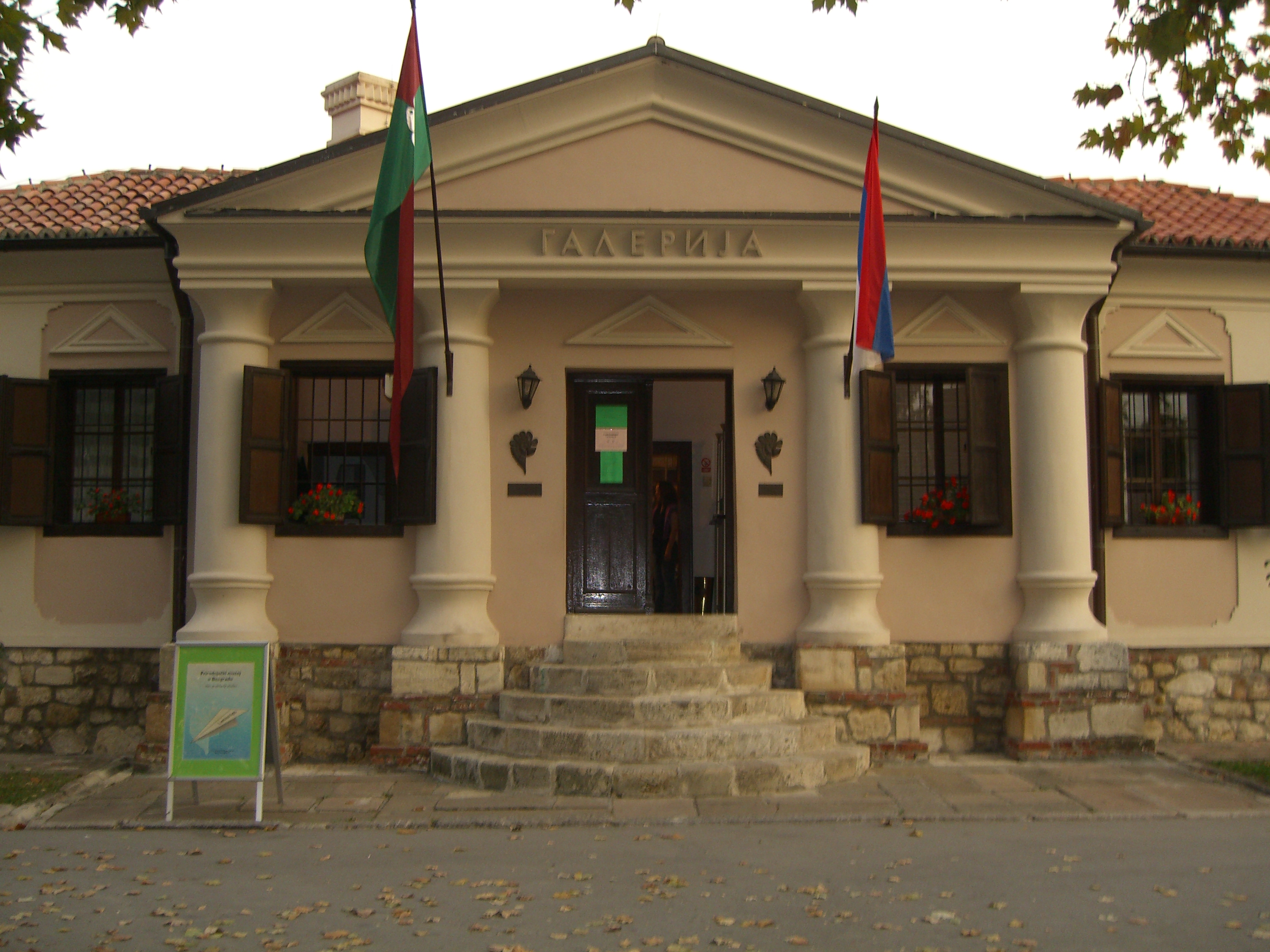
Galleria esposizioni
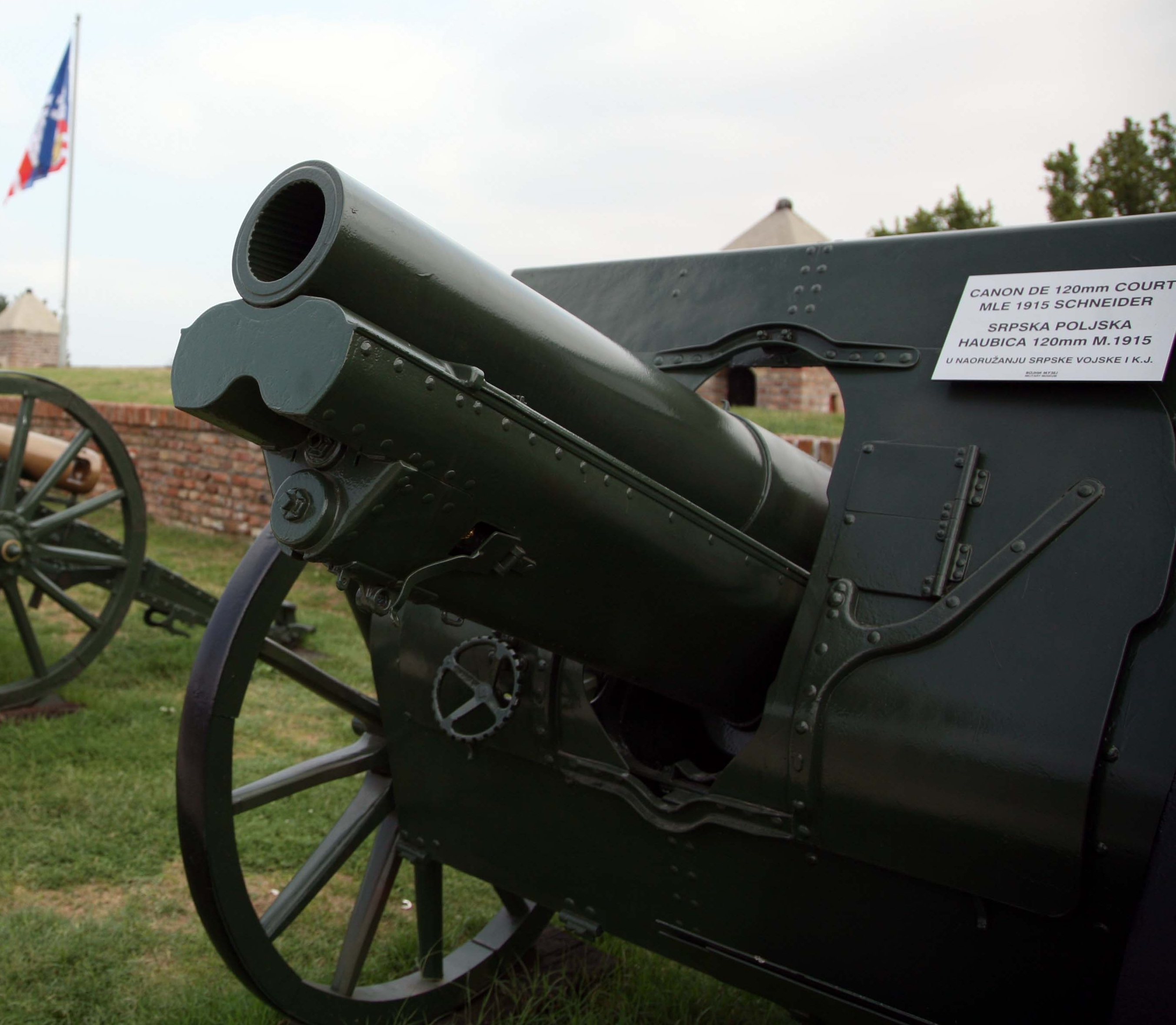
Cannone
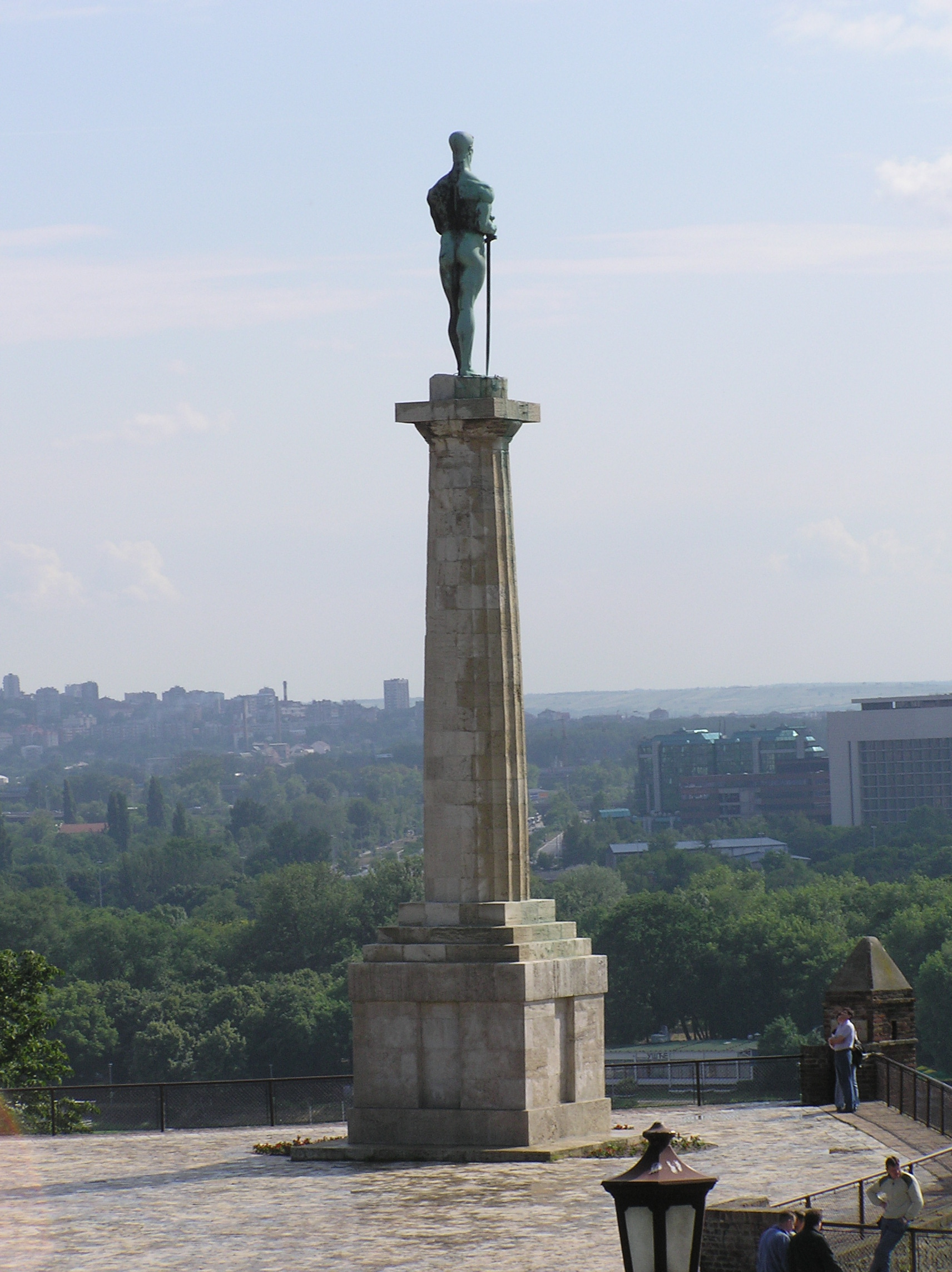
Il Vincitore
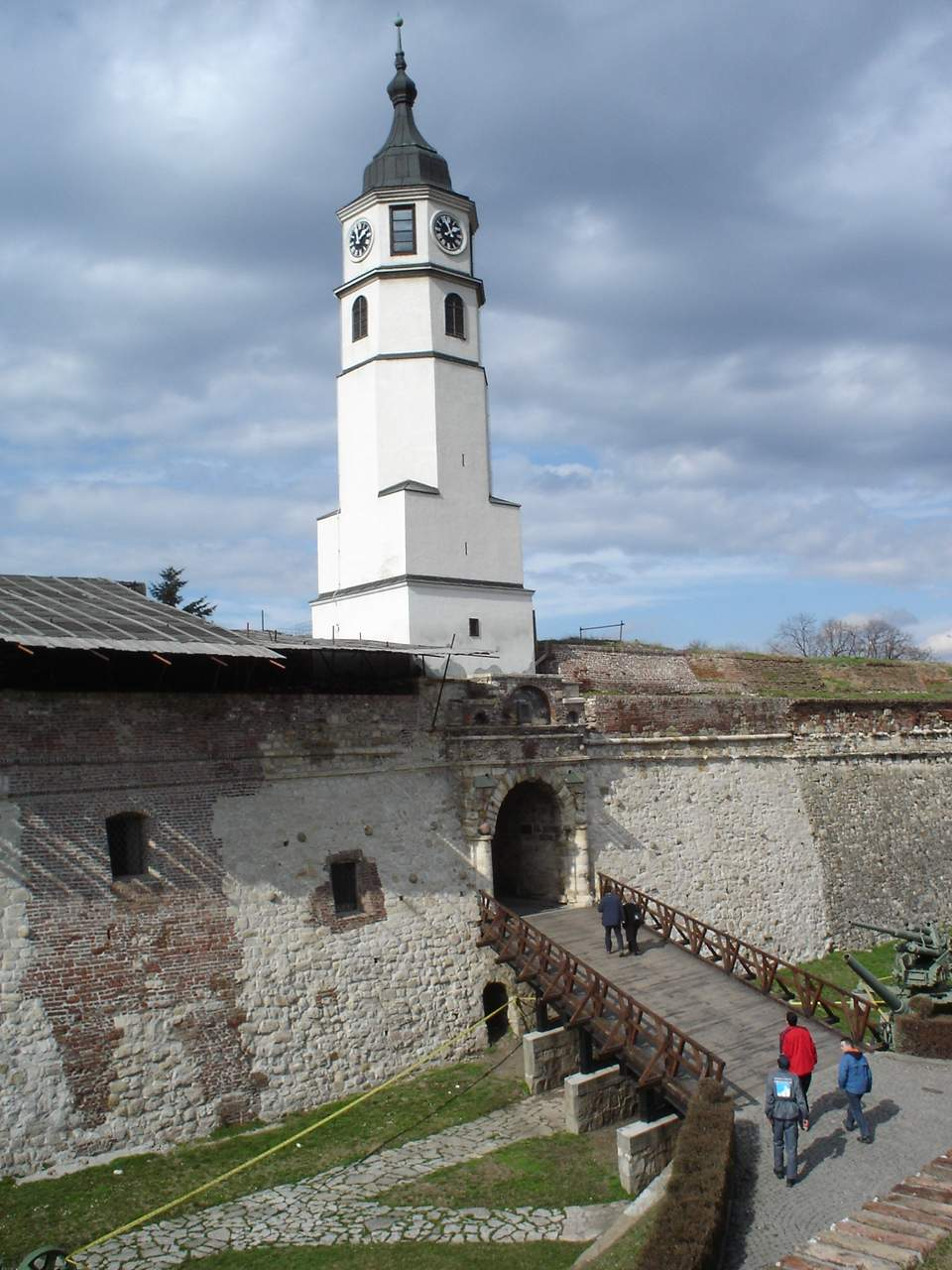
Torre dell'orologio
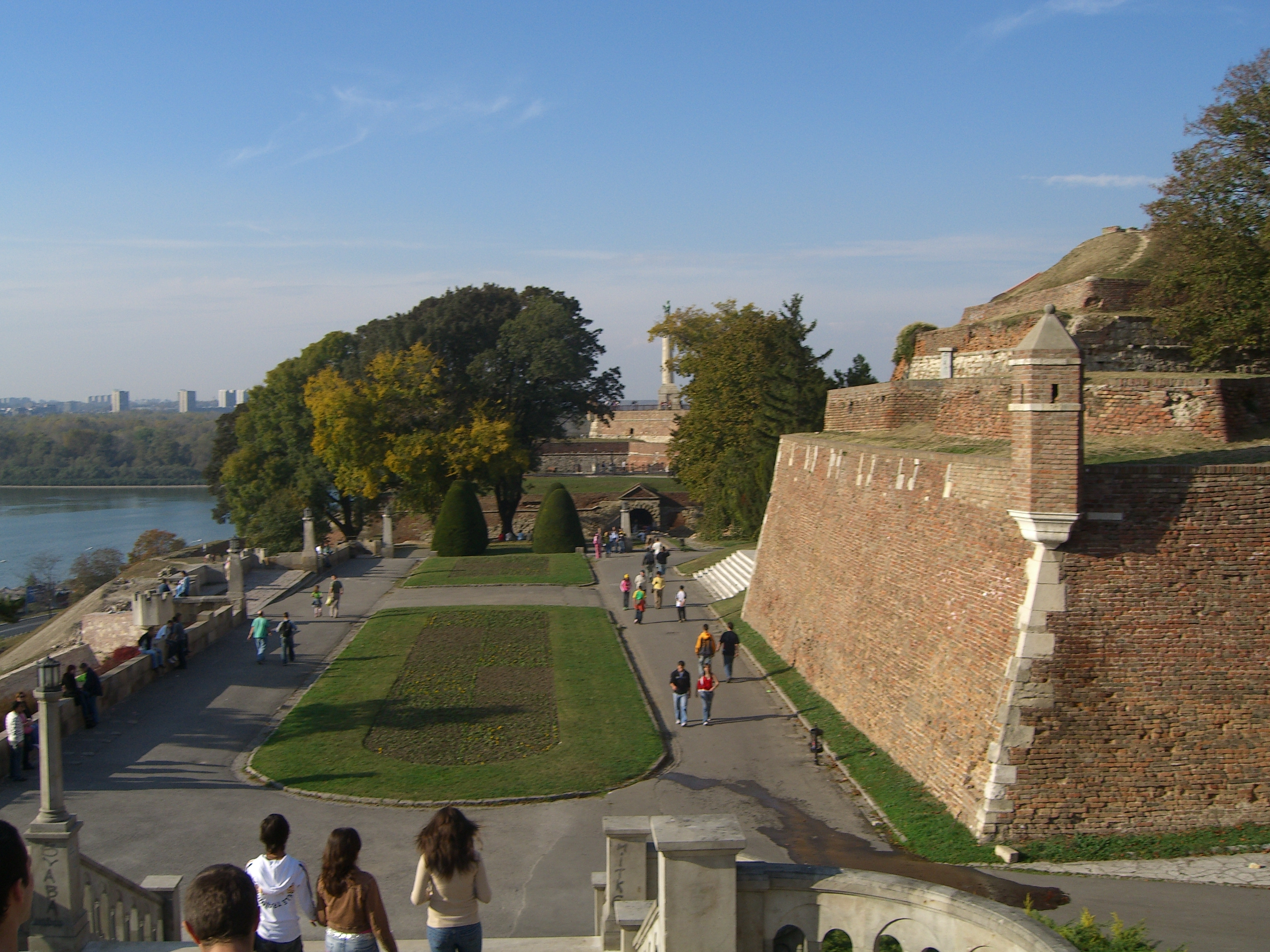
Parco
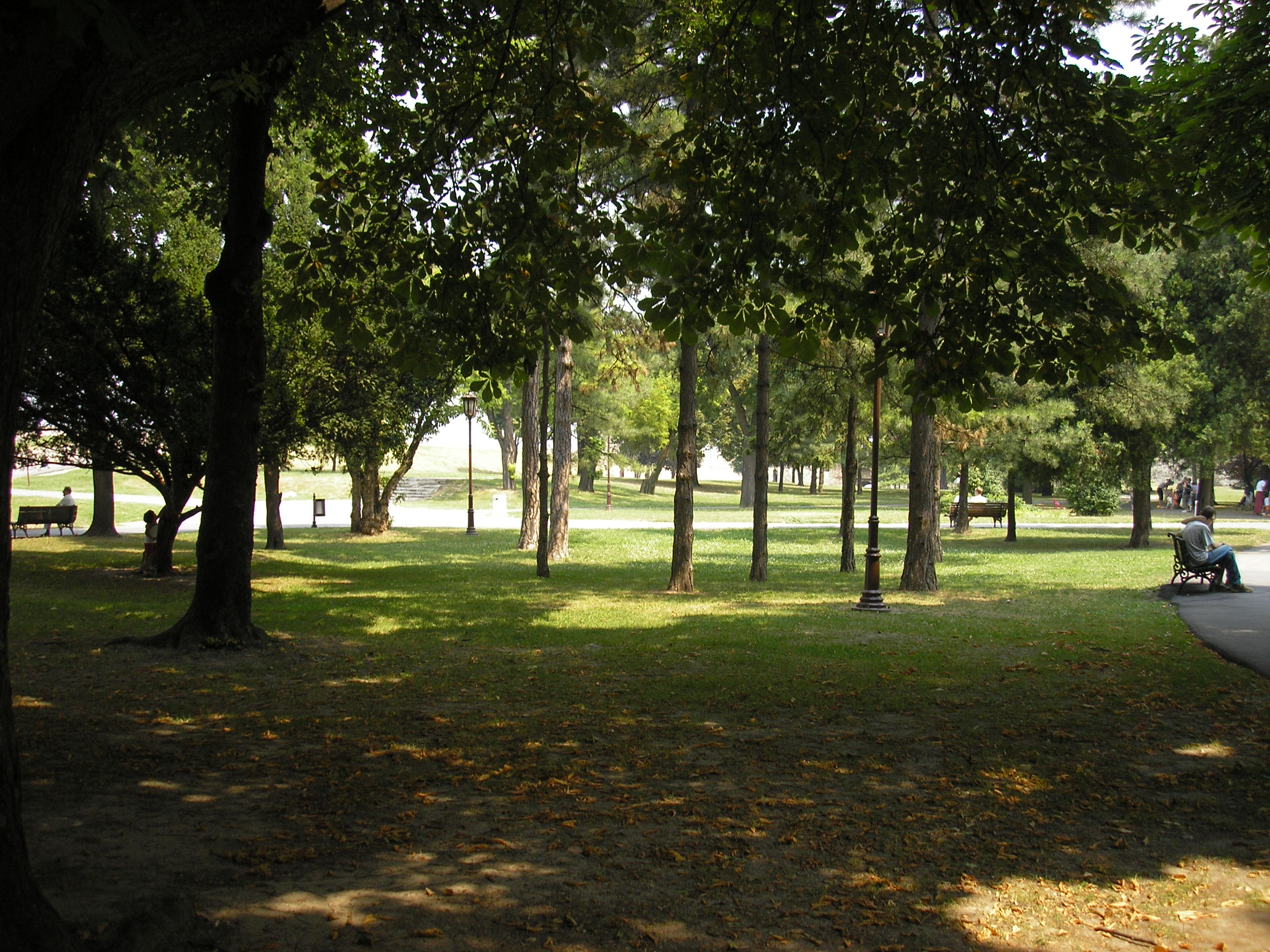
Parco